# カヴァラ県

カヴァラ県
Περιφερειακή ενότητα Καβάλας測地系: 北緯41度00分 東経24度25分 / 北緯41.000度 東経24.417度座標: 北緯41度00分 東経24度25分 / 北緯41.000度 東経24.417度

カヴァラ県（カヴァラけん、Καβάλα / Kavala）は、ギリシャ共和国の東マケドニア・トラキア地方を構成する行政区（ペリフェリアキ・エノティタ）のひとつ。県都はカヴァラ。

## 地理
カヴァラ県はマケドニア地方に含まれるが、ギリシャ領トラキア地方には、歴史的に主都であった都市が存在しないために、カヴァラがトラキア地方の主都の役割を担っている。
カヴァラ県の東部の県境には、ネストス川が流れる。エーゲ海上のタソス島は、2010年までカヴァラ県に含まれていたが、2011年よりタソス県となっている。
カヴァラ県の西部にはパンゲオン山脈が連なり、タソス島にはイプサリオ山脈が走っている。県北部のカランテレなどでは、過疎化が起こっている。県の西はセレス県、北はドラマ県、東はクサンティ県にそれぞれ接している。また、県の海岸部および北部、東部、タソス島のほぼ全域は、農業に適した土地となっている。

## 気候
カヴァラ県の北部・東部・南部およびタソス島では、地中海性気候が見られる。一方で高地部では、冬が寒い大陸性気候が主に見られる。

## 行政区画

カヴァラ県

### 市（ディモス）
カヴァラ県は、以下の自治体（ディモス、市）から構成される。人口は2001年国勢調査時点。
|   | 自治体名 | 綴り    | 政庁所在地          | 面積 Km² | 人口   |
| - | -------- | ------- | ------------------- | -------- | ------ |
| 1 | カヴァラ | Καβάλα  | カヴァラ (el)       | 350.6    | 74,186 |
| 2 | ネストス | Νέστος  | フリスポリ (el)     | 674.6    | 23,486 |
| 3 | パンゲオ | Παγγαίο | エレフテルポリ (el) | 698.0    | 33,683 |

### 旧自治体（ディモティキ・エノティタ）

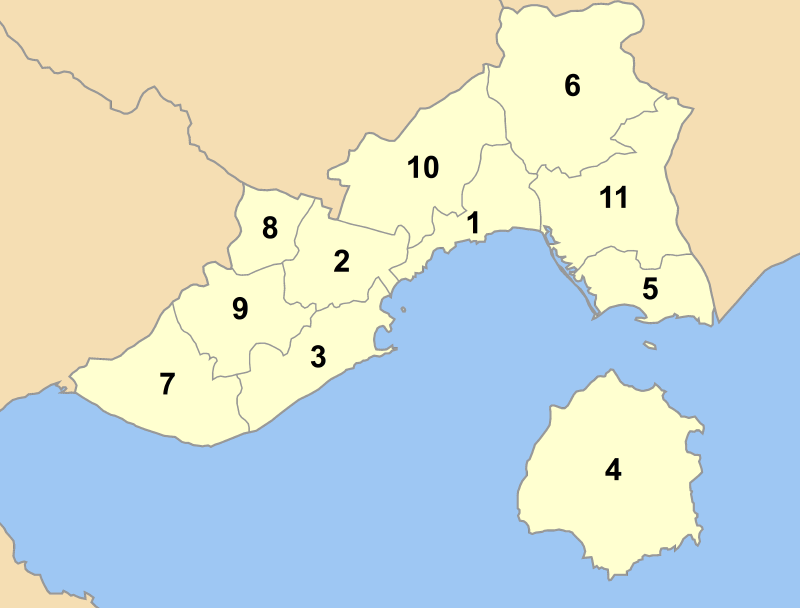
カヴァラ県の旧自治体（1999年 - 2010年）

カリクラティス改革（2010年）以前の広域自治体（ノモス）としてのカヴァラ県は、以下の基礎自治体（ディモス）から構成されていた。改革後、旧自治体は新自治体（ディモス）を構成する行政区（ディモティキ・エノティタ）となっている。タソス島は2011年より別の行政区（タソス県）となっている。
|    | 旧自治体       | 綴り          | 政庁所在地          | 新自治体 |
| -- | -------------- | ------------- | ------------------- | -------- |
| 1  | カヴァラ       | Καβάλα        | カヴァラ            | カヴァラ |
| 2  | エレフテルポリ | Ελευθερούπολη | エレフテルポリ      | パンゲオ |
| 3  | エレフテレス   | Ελευθερές     | ネア・ペラモス (el) | パンゲオ |
| 4  | タソス         | Θάσος         | タソス (el)         | タソス   |
| 5  | ケラモティ     | Κεραμωτή      | ケラモティ          | ネストス |
| 6  | オリノ         | Ορεινό        | レカニ (el)         | ネストス |
| 7  | オルファニ     | Ορφάνι        | ガリプソス          | パンゲオ |
| 8  | パンゲオ       | Παγγαίο       | ニキシャニ (el)     | パンゲオ |
| 9  | ピエリス       | Πιερείς       | ムステニ (el)       | パンゲオ |
| 10 | フィリッピ     | Φίλιπποι      | クリニデス (el)     | カヴァラ |
| 11 | フリスポリ     | Χρυσούπολη    | フリスポリ          | ネストス |

- Διοικητική διαίρεση νομού Καβάλας (πρόγραμμα Καποδίστριας) - カヴァラ県の自治体・集落一覧（1999年 - 2010年）

### 郡（エパルヒア）
ノモスとしてのカヴァラ県には以下の郡（エパルヒア）があったが、2006年以降法的な位置づけは行われていない。
| 郡名            | 綴り    | 中心地         |
| --------------- | ------- | -------------- |
| カヴァラ郡      | Καβάλα  | カヴァラ       |
| パンゲオ郡 (en) | Παγγαίο | エレフテルポリ |
| ネストス郡 (en) | Νέστος  | フリスポリ     |
| タソス郡 (en)   | Θάσος   | タソス         |

## 交通
- 国道2号線（欧州自動車道路E75号線・エグナティア高速道路）
- 国道57号線
- 国道69号線